# Kanton Saumur-Sud
Saumur-Sud is een voormalig kanton van het Franse departement Maine-et-Loire. Het kanton maakte deel uit van het arrondissement Saumur. Op 22 maart 2015 werd het kanton opgeheven en samen met de rest van de stad Saumur, dat tot het kanton Saumur-Nord behoorde, omgevormd tot het huidige kanton Saumur.

## Gemeenten
Het kanton Saumur-Sud omvatte de volgende gemeenten:
- Artannes-sur-Thouet
- Chacé
- Distré
- Fontevraud-l'Abbaye
- Montsoreau
- Parnay
- Rou-Marson
- Saumur (deels, hoofdplaats)
- Souzay-Champigny
- Turquant
- Varrains
- Verrie